# Азійські тигри

Чотири азійські тигри,
HKG, SIN
KOR, TWN

«Азíйські т́игри» — нові індустріальні держави Азії: Сінгапур, Гонконг, Республіка Корея і Тайвань, що демонструють високі темпи економічного зростання.
Хоча Гонконг є частиною КНР, він користується при цьому широкою автономією, а Тайвань, хоч і має проблеми з юридичним визнанням, де-факто є незалежною державою. «Азійські тигри» спромоглися за останні десятиліття перетворитися з відсталих країн на передові країни Азії. Цьому сприяло декілька чинників, передовсім жорстка економічна політика урядів і допомога розвинених країн.

## Історія
Наприкінці 90-х років XX ст. найвищі темпи зростання виробництва серед країн Південно-Східної Азії мав Сінгапур (14 % на рік). Зараз він має один з найвищих показників використання роботів у промисловості. Іноземні інвестиції в економіку Сінгапура становлять 3 млрд на рік, найбільшими інвесторами є Гонконг та Японія. Сінгапур третій за розмірами центр нафтопереробки у світі після Х'юстона й Роттердама (понад 20 млн т сирої нафти щорічно). У Сінгапурі активно розвиваються науковмісні галузі високих технологій. За рівнем комп'ютеризації та впровадження роботів він посідає друге місце в Азії після Японії. Велика кількість ТНК із США та Японії контролюють економіку країни. Щороку Сінгапур відвідують понад 5 млн іноземних туристів. Країна відомий як «Азія в мініатюрі», «Азія за одну мить», або «Європа на екваторі».
Республіка Корея посідає 11-те місце у світі за рівнем ВВП (710 млрд. $). Дуже високі темпи зростання її економіки спостерігалися у 80 — 90-ті роки (в середньому 8 — 12 % на рік). У середині 50-х років за рівнем економічного розвитку Корея відносилася за класифікацією Всесвітнього банку до відсталих країн із ВВП на душу населення менше ніж 100 доларів. А з 1999 року країна прийнята в «клуб багатих і високорозвинених» — ОЕСР. Південна Корея має багаті ресурси гідроенергії, але використовує їх слабо, натомість активно розвиває атомну енергетику (11 атомних блоків потужністю 45 МВт). Також у Кореї добре розвинуте машинобудування. Донедавна на світовому автомобільному ринку країни утримувала міцні позиції (2,5 млн шт.), але після фінансового краху на головному автомобільному концерні країни Daewoo ця галузь зазнає значних збитків. Корея займає друге місце (6,2 млн брутто-реєстрових тонн) після Японії за обсягом суднобудування.
Тайвань є значним експортером капіталу у світі, особливо в Південно-Східну Азію (за останні п'ять років інвестиції в цьому регіоні досягли 36 млрд $). Тайвань має шість блоків атомної станції потужністю 30 млн кВт. Уранову сировину постачає переважно з Африки, як і інші країни Східної Азії. У новітніх технологіях Тайвань спеціалізується на виробництві ЕОМ та дисплеїв для них. А у судноплавстві Тайвань є одним зі світових лідерів з виробництва спортивних яхт. Країна є одним зі світових лідерів за випуском взуття (особливо спортивного), спортивного одягу та інвентарю (тенісні ракетки, м'ячі тощо). Важливу роль у країні відіграє туризм. Іноземних туристів приваблює поєднання східної розкоші («уламок» дореволюційного Китаю) з комфортом Заходу. Економіка острова залежить від імпортного палива, сировини, продовольства і обладнання, на експорт йдуть готові вироби сучасної промисловості. Головні торгові партнери Тайваню — США, Японія, Гонконг та ФРН.

## Статистика

### Демографія
| Країна чи територія | Площа км² | Населення  | Густина населення на км² | Індекс розвитку людського потенціалу (2011) | Столиця  |
| ------------------- | --------- | ---------- | ------------------------ | ------------------------------------------- | -------- |
| Гонконг             | 1,104     | 7,108,100  | 6,349                    | 0.898 (13th)                                | Гонконг  |
| Сінгапур            | 710       | 5,076,700  | 7,148                    | 0.866 (26th)                                | Сінгапур |
| Південна Корея      | 100,210   | 48,219,000 | 487                      | 0.897 (15th)                                | Сеул     |
| Тайвань             | 36,191    | 23,197,947 | 639                      | 0.868 (24th)                                | Тайпей   |

### Економіка
| Країна чи Територія | ВВП номінальний мільйонів дол. (2010) | ВВП приведений мільйонів дол. (2010) | ВВП номінальний на душу населення дол. (2010) | ВВП приведений на душу населення дол. (2010) | Торгівля мільйонів дол. (2010) | Експорт мільйонів дол. (2010) | Імпорт мільйонів дол.(2010) |
| ------------------- | ------------------------------------- | ------------------------------------ | --------------------------------------------- | -------------------------------------------- | ------------------------------ | ----------------------------- | --------------------------- |
| Гонконг             | 224,459                               | 327,232                              | 31,514                                        | 45,944                                       | 825,600                        | 388,600                       | 437,000                     |
| Сінгапур            | 222,699                               | 292,829                              | 43,117                                        | 56,694                                       | 668,800                        | 358,400                       | 310,400                     |
| Південна Корея      | 1,014,482                             | 1,466,125                            | 20,756                                        | 29,997                                       | 886,700                        | 464,300                       | 422,400                     |
| Тайвань             | 429,845                               | 824,671                              | 18,558                                        | 35,604                                       | 525,800                        | 274,400                       | 251,400                     |

### Політика
| Країна чи Територія | Індекс демократії (2010) | Індекс прав власності (2008) | Індекс свободи преси (2010) | Індекс сприйняття корупції (2010) | Політичний статус              |
| ------------------- | ------------------------ | ---------------------------- | --------------------------- | --------------------------------- | ------------------------------ |
| Гонконг             | 5.92                     | 7.7                          | 10.75                       | 8.4                               | Частково демократичний САР     |
| Сінгапур            | 5.89                     | 7.9                          | 47.50                       | 9.3                               | Парламентська республіка       |
| Південна Корея      | 8.11                     | 6.2                          | 13.33                       | 5.4                               | Президентська республіка       |
| Тайвань             | 7.52                     | 6.5                          | 14.50                       | 5.8                               | Напів-президентська республіка |

### Організації та групи
| Країна чи Територія | G20 | OECD | APEC | EAS | ASEAN   |
| ------------------- | --- | ---- | ---- | --- | ------- |
| Гонконг             | ×   | ×    | ○    | ×   | ×       |
| Сінгапур            | ×   | ×    | ○    | ○   | ○       |
| Південна Корея      | ○   | ○    | ○    | ○   | ○ (APT) |
| Тайвань             | ×   | ×    | ○    | ×   | ×       |